# シアノアラニンニトリラーゼ
シアノアラニンニトリラーゼ(Cyanoalanine nitrilase, EC 3.5.5.4)は、以下の化学反応を触媒する酵素である。
3-シアノ-L-アラニン + 2 H2O {\displaystyle \rightleftharpoons } L-アスパラギン酸 + アンモニア
従って、この酵素の2つの基質は、シアノアラニンと水、一方、2つの生成物は、L-アスパラギン酸とアンモニアである。
この酵素は、加水分解酵素の中で、ペプチド結合以外の炭素-窒素結合、特に環状アミドに作用するものとして分類される。系統名は、3-シアノ-L-アラニン アミノヒドロラーゼ(3-cyano-L-alanine aminohydrolase)である。シアノアミノ酸代謝に関与している。